# Chiyome Mochizuki
Chiyome Mochizuki, más conocida como Lady Chiyome, aparece en la historia entre los años 1540 y 1582.
Viuda de un samurái de la provincia de Shinano, llamado Mochizuki Moritoki, quien a su vez era el señor del castillo de Mochizuki.

## Fundación de las Kunoichi
Chiyome Mochizuki (望月 千代女) a la muerte de su marido, el 10 de septiembre de 1561, y tras la muerte de los dos siguientes señores de Mochizuki, es Cuando Takeda Shingen recurrió a los servicios de Lady Chiyome para una importante misión: la de reclutar mujeres como asesinas o espías. Ello se debía a que Chiyome Mochizuki tenía contactos con los clanes ninja de la zona de Koga e Iga, como Maeda Ryu, Kurokawa Ryu, Akutagawa Ryu, Ban Ryu, Taira Ryu, Negoro Ryu. Este nuevo cuerpo de mujeres guerreras recibió el nombre de Kunoichi, Suke Ban, Onashinobi entre otros.
La operación disgramada por  Chiyome Mochizuki fue establecida en el pueblo de Nazu, en la provincia de Shinano, donde Lady Chiyome empezó a reclutar mujeres con una mala vida (sukeban): fugadas de sus casas, prostitutas, y fuera de la Ley (yakuza), las  pobres y huérfanas eran sus principales elecciones. La gente consideraba que ella estaba haciendo un trabajo caritativo dando a estas mujeres una oportunidad de una nueva vida. Desde luego, no tenían conocimiento de que en realidad estaban siendo entrenadas como asesinas. Cuando una de sus chicas entraba en un estado de rebeldía, Lady Chiyome le recordaba su antigua vida.
Las chicas que terminaban su entrenamiento se hacían pasar por monjas de altares. Con este disfraz, eran libres de viajar sin levantar sospechas, así que recibían una educación religiosa apropiada como parte de su entrenamiento para poder hacer su disfraz totalmente creíble. Los ninjas varones, en cambio, tenían que aprender técnicas para ocultarse. Es evidente que enmascarando su identidad, las Kunoichi obtenían libertad de desplazamiento casi ilimitada, lo cual era una gran ventaja frente a los ninjas.
Lady Chiyome entrenaba a sus kunoichis de manera diferente de la que eran entrenados los ninjas sus puntos fuertes residía en el uso de su aparente debilidad como su mayor fuerza, ello hacía que sus objetivos se confiaran y cayeran en sus trampas. Otro aspecto del entrenamiento que recibían las ninjas de Lady Chiyome consistía en aprender a usar armas que aparentaban ser objetos comunes, por lo que podían ser ocultadas fácilmente. Las Kunoichi dieron a Takeda una gran ventaja sobre sus enemigos.
Lady Chiyome se desvaneció en la historia, pero se dice que pasó su puesto como dirigente de las Kunoichi a Kosukei Ayame, quien hizo una alianza con los clanes Kurokawa y Sugitani. Kosukei Ayame pasó su puesto a su hija Anayama.